# Helmut Kohl
Helmut Josef Michael Kohl (Ludwigshafen am Rhein, 3 april 1930 – aldaar, 16 juni 2017) was een Duits politicus van de CDU en historicus. Hij was bondskanselier van Duitsland van 1982 tot 1998.
Zijn 16-jarige ambtsperiode was de langste van alle Duitse kanseliers sinds Otto von Bismarck en kende het einde van de Koude Oorlog. Kohl wordt door velen beschouwd als de hoofdarchitect van de Duitse hereniging en wordt samen met de Franse president François Mitterrand gezien als de architect van het Verdrag van Maastricht, waarbij de Europese Unie werd opgericht.
Kohl en Mitterrand ontvingen tezamen de Karelsprijs in 1988. In 1996 won hij de prestigieuze Prins van Asturiëprijs voor Internationale Samenwerking. In 1998 werd Kohl benoemd tot Ereburger van Europa door de Europese Raad voor zijn buitengewoon werk voor Europese integratie en samenwerking, een eer die daarvoor enkel werd toegekend aan Jean Monnet.
Helmut Kohl wordt gezien als een machtspoliticus pur sang. Hij was te jong in de Tweede Wereldoorlog om soldaat te worden, maar de oorlog beïnvloedde hem diepgaand. Kohl heeft de West-Duitse politiek van onderop doorlopen: van lokaal bestuur tot partijleider van de CDU en uiteindelijk bondskanselier. 'Tot het laatst toe was zijn wapenarsenaal: eindeloos vergaderen, bellen, manipuleren en intrigeren, deals sluiten, de tegenstander aftroeven, voortdurend campagne voeren en vooral mensen aanzetten tot loyaliteit aan zijn persoon.'
De zondagseditie van de Frankfürter Allgemeine benoemde Helmut Kohl in een herdenkingseditie tot Pater Patriae, "Vader des Vaderlands". Ondanks alle tragiek in zijn latere carrière en leven kwam Kohl volgens de krant de eretitel van de legendarische Romeinse Senaat toe. Kohl was de vader van de Duitse eenheid en meer nog de vader van Europa. Pater Patriae was een eretitel die de eerzuchtige Kohl zelf ook behaagt zou hebben. Na Bismarck was Kohl de politieke bouwmeester van een verenigd Duits rijk geweest. Anders dan Bismarck was Kohl de grote aanjager van een Duitsland dat verankerd lag in een zo geïntegreerd mogelijk Europa om daarmee zoveel oorlog te voorkomen.

## Persoonlijk
Kohl werd in 1930 als derde kind van Hans Kohl en Cäcilie Schnur geboren. Zijn familie was burgerlijk-conservatief en rooms-katholiek. Zijn oudere broer Walter sneuvelde in november 1944 tijdens de Tweede Wereldoorlog. Kohl zelf werd aan het eind van de oorlog nog als kind opgeroepen, maar hoefde uiteindelijk niet te vechten. De "genade van de late geboorte", noemde hij dit zelf.
Hij groeide op in de wijk Friesenheim in Ludwigshafen, bezocht het gymnasium en begon in 1950 een studie rechten in Frankfurt am Main. In 1951 ging hij naar de Universiteit Heidelberg en veranderde hij van studie (hoofdvakken geschiedenis en staatswetenschap).
Na zijn studie ging hij in 1956 werken als wetenschappelijk medewerker bij het Alfred-Weber-Institut van de Universiteit Heidelberg. In 1958 promoveerde Kohl op zijn werk over De politieke ontwikkeling in de regio Palts en de herrijzenis van de partijen na 1945. Aansluitend werd hij directieassistent bij een ijzergieterij in Ludwigshafen. In 1960 trouwde hij met Hannelore Renner (1933-2001), die hij sinds 1948 kende. Ze kregen twee zonen.
Kohls eerste vrouw leed op latere leeftijd aan lichtallergie en pleegde op 5 juli 2001 op 68-jarige leeftijd zelfmoord. Waarschijnlijk leed zij als eerder aan zware depressies, onder meer als gevolg van oorlogstrauma: als kind was zij in 1945 verkracht door soldaten van de "Rode Leger" (Rusland) en naar eigen zeggen als 'een zaak cement' uit het raam gegooid. Als gevolg van deze val liep zij ook schade aan haar rug en behield levenslang pijn. Kohl hertrouwde in mei 2008 met de 34 jaar jongere econome Maike Richter; zij leefden al sinds 2005 samen. Zij vormde in Kohl's laatste jaren zijn verpleegster, zijn beschermster en hield als rondom hem onder controle. Van zijn beide zoons met Hannelore was Kohl vervreemd aan het einde van zijn leven. Maike Richter, met wie Kohl reeds in de jaren 1980 een affaire had, sneed na haar huwelijk met Kohl alle contacten af. Kohl's zonen claimden dat Richter hun vader zo goed als gevangen hield in een museale omgeving en contacten met zijn kleinkinderen verbood. Ook na zijn dood werden de zonen niet in staat gesteld om afscheid van hun vader te nemen. Beide zonen haalden in publicaties herinneringen op aan een dysfunctioneel familieleven. Zoon Walter meldde in zijn autobiografisch getinte Leben oder gelebt werden dat Helmut Kohl weliswaar een bondskanselier van formaat was geweest, maar een heel slechte vader.
In februari 2008 liep Helmut Kohl bij een val traumatisch hersenletsel op. Sindsdien kon hij nog maar moeilijk praten en zat hij in een rolstoel. Kohl overleed op 16 juni 2017 op 87-jarige leeftijd in zijn geboortestad Ludwigshafen. Op 1 juli 2017 werd voor hem als eerste een Europese rouwplechtigheid gehouden in Straatsburg - met redes van wereldleiders. De kist was gedrapeerd in de Europese vlag in plaats van de Duitse vlag. Helmut Kohl is vervolgens begraven in Speyer. De wensen van Maike Richter, Kohl's tweede echtgenote, werden uitgevoerd. De zonen hadden gewild dat hun vader een staatsbegrafenis in Berlijn zou krijgen en vervolgens zou worden bijgezet in het familiegraf, naast zijn overleden echtgenote Hannelore. Maike Kohl-Richter motiveerde haar beslissing dat dit een wens van haar echtgenoot was. Kohl wilde voorkomen dat bij een Duitse uitvaart, zoals traditioneel voor een bondskanselier gehouden werd, personen aan het woord zouden komen die hij inmiddels als vijanden beschouwde. Het ging met name om de Duitse bondspresident, Frank-Walter Steinmeier, en zijn opvolger, Angela Merkel. Beide waren desalniettemin aanwezig en Angela Merkel voerde het woord over de man die haar politieke mentor was geweest, maar niet de gemakkelijkste man was geweest.

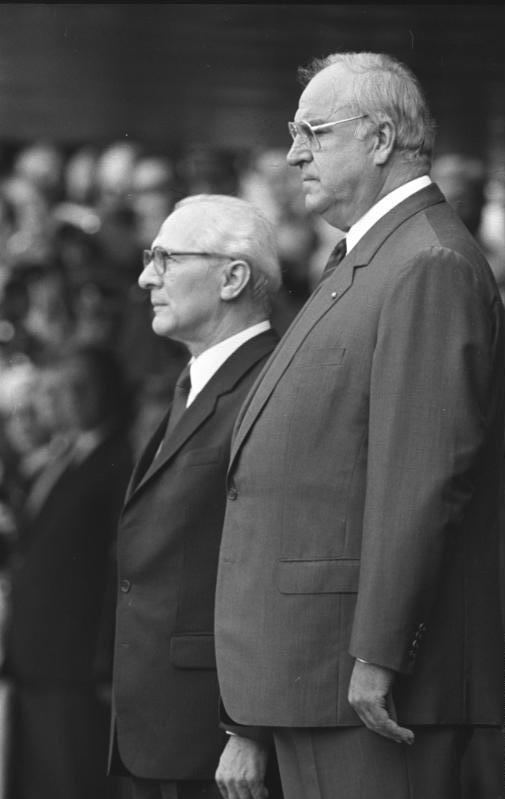
Voorzitter van de Staatsraad van Oost-Duitsland Erich Honecker en bondskanselier Helmut Kohl tijdens een bijeenkomst in Bonn op 7 september 1987.

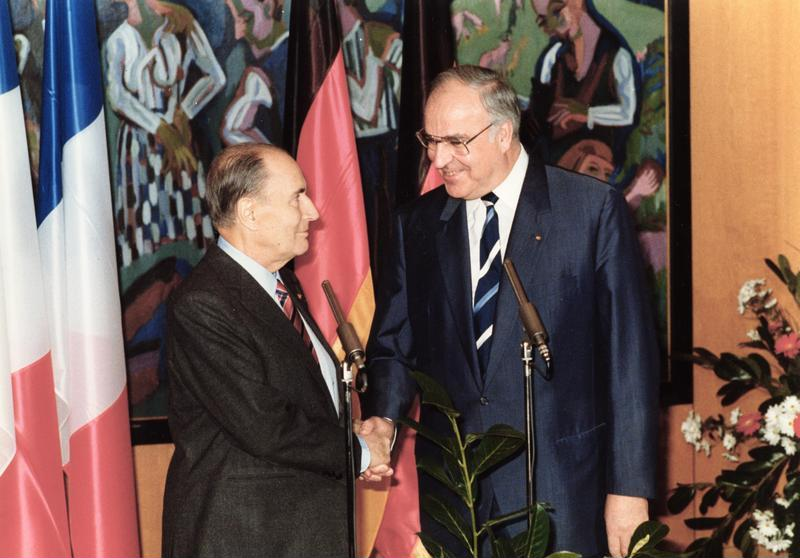
President van Frankrijk François Mitterrand en bondskanselier Helmut Kohl tijdens een bezoek aan Parijs op 20 oktober 1987.

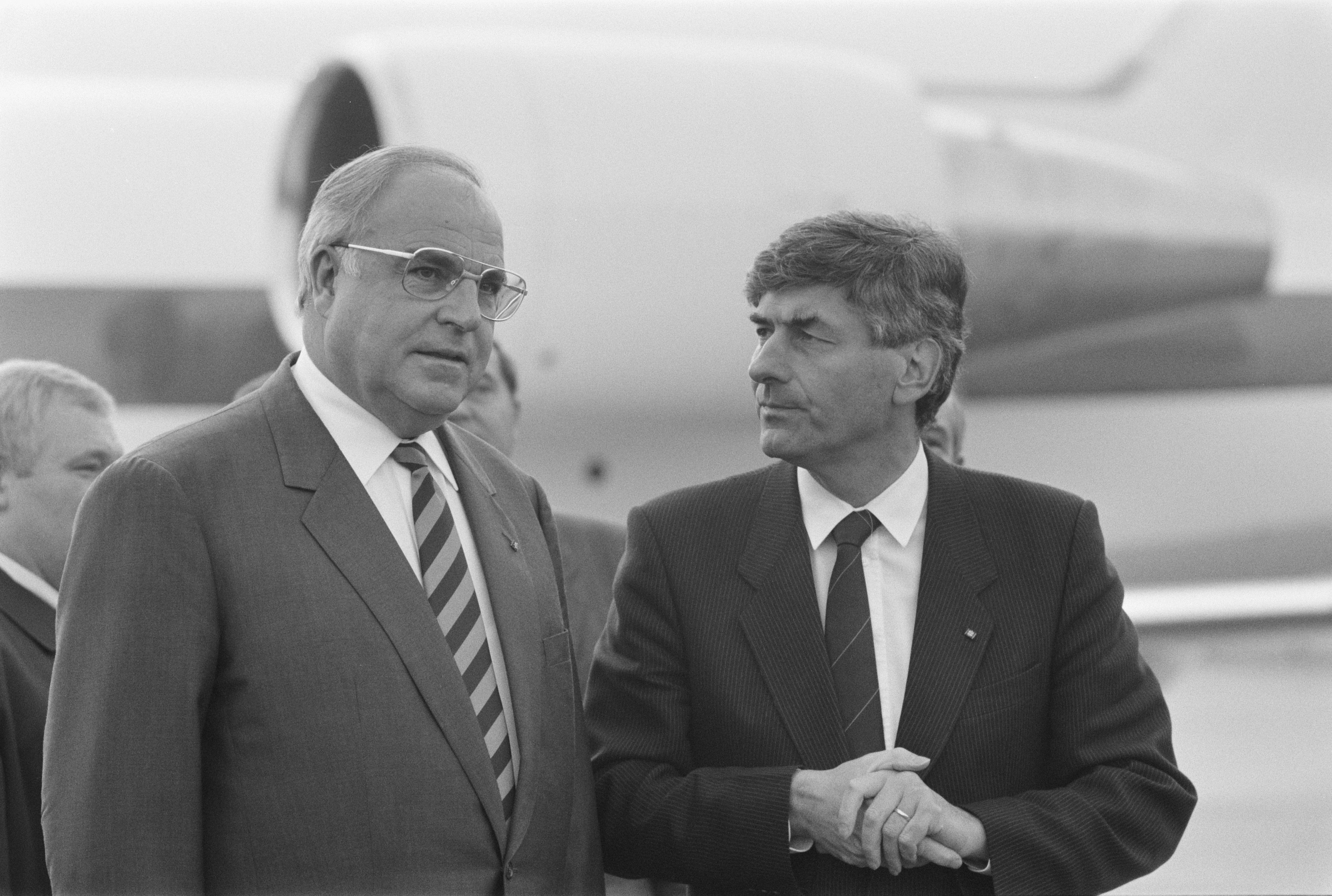
Bondskanselier Helmut Kohl en minister-president van Nederland Ruud Lubbers tijdens een aankomst op Vliegveld Valkenburg op 30 november 1987.

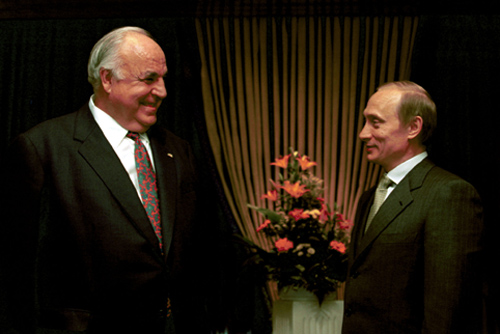
Oud-bondskanselier Helmut Kohl en president van Rusland Vladimir Poetin tijdens een bijeenkomst in Berlijn op 15 juni 2000.

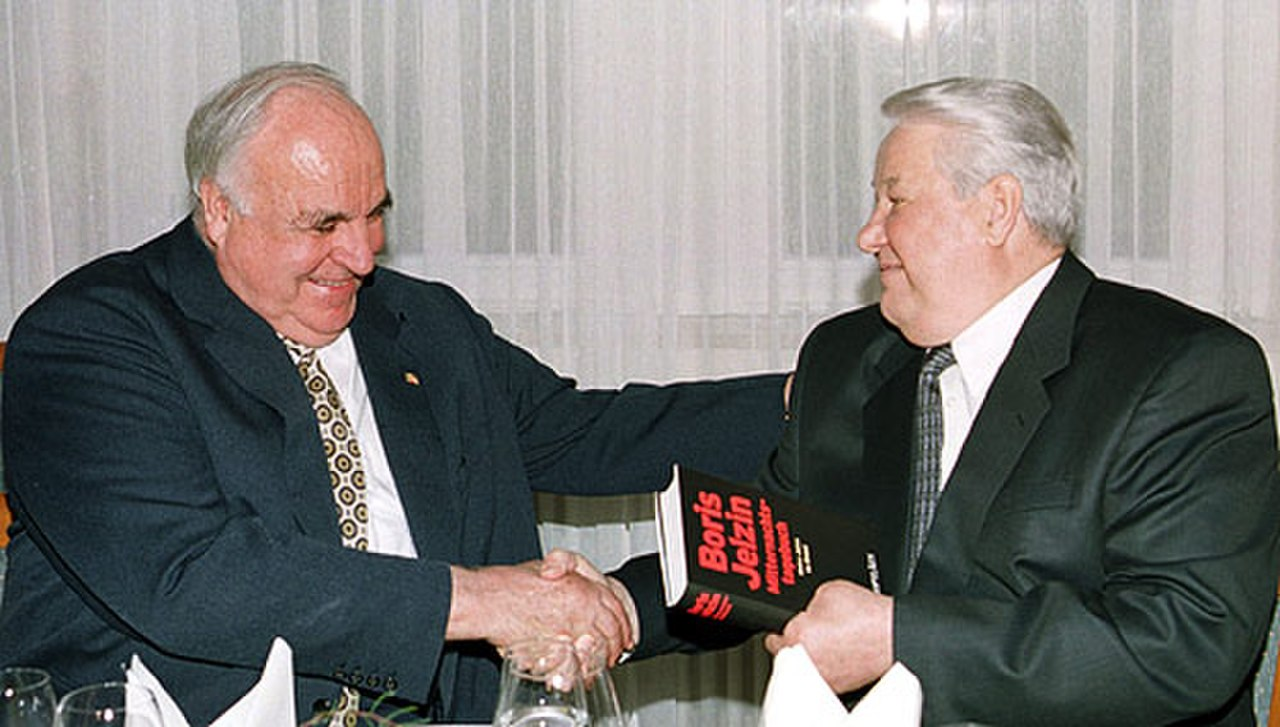
Oud-bondskanselier Helmut Kohl en ex-president van Rusland Boris Jeltsin tijdens een bijeenkomst in Frankfurt op 19 oktober 2000.

## Politiek

### Minister-president en oppositieleider
Kohl werd al met 16 jaar lid van de Junge Union, de jongerenvereniging van de CDU. Hij maakte carrière in de deelstaat Rijnland-Palts, waar hij eerst fractievoorzitter in de Landdag werd en in 1969 verkozen werd tot minister-president, als opvolger van Peter Altmeier. Kohl werd ook op federaal niveau actief en probeerde in 1971 voorzitter van de CDU te worden, maar werd verslagen door Rainer Barzel. Na de succesloze poging van diezelfde Barzel om bondskanselier te worden werd Kohl in 1973 voorzitter.
Als leider van de CDU/CSU-oppositie kandideerde Kohl zich bij de Bondsdagverkiezingen van 1976 tegen SPD-kanselier Helmut Schmidt. Ondanks de meer dan 48 procent van zijn CDU/CSU verloor hij, omdat de liberale FDP met de SPD een coalitie bleef vormen. Kohl legde zijn minister-presidentschap van Rijnland-Palts neer om fractievoorzitter in de Bondsdag te worden.

### Kanselier van de oude Bondsrepubliek (1982–1989)
Bij de verkiezingen van 1980 moest Kohl de hoofdkandidatuur overlaten aan CSU-voorzitter Franz Josef Strauß. Strauß verloor in vergelijking met 1976, maar Kohl wist in 1982 de FDP over te halen tot een centrumrechtse coalitie. Op 1 oktober 1982 koos de Bondsdag met een constructieve motie van wantrouwen Kohl als bondskanselier, waarmee hij de opvolger werd van Helmut Schmidt. Omdat hij zijn kanselierschap niet via verkiezingen, maar door een coalitiewissel van de FDP verkreeg, liet Kohl in maart 1983 vervroegde verkiezingen plaatsvinden, die hij won. Zijn eerste kabinet werd vervolgens afgelost door het kabinet-Kohl II.
Kohl wilde in de politiek weer meer patriottisme en oude waarden zien, een geistig-moralische Wende (een ommekeer op mentaal en moreel gebied). Economisch legde hij de nadruk op liberale oplossingen voor de neergang, die op de tweede oliecrisis van eind 1979 was gevolgd: prestaties moeten weer lonen, aldus de leus van de verkiezingen van 1983. Hij had het echter moeilijk om dat te realiseren, vanwege oppositie in zijn eigen partij maar ook van de SPD. In de Bondsraad, een orgaan dat toestemming aan bepaalde wetten moet geven, had Kohl meestal geen meerderheid.
Op het gebied van de buitenlandse politiek maakte Kohl zich sterk voor de Europese eenwording en de voortdurende verzoening met de westerse staten, die tegen Duitsland in de Tweede Wereldoorlog hadden gevochten. Bekend zijn de beelden met hem en de Franse socialistische president François Mitterrand in 1984 in Verdun. Bij een vergelijkbare ontmoeting met Ronald Reagan in Bitburg (1985) werd zowel Kohl als Reagan kwalijk genomen dat ze dat deden op het soldatenkerkhof waar ook SS-leden lagen. Tot de critici hoorde onder meer Günter Grass, die in 2006 bekendmaakte dat hij zelf ook bij de SS had gehoord.
Kohl was sterk voor een stationering van Amerikaanse kruisraketten in West-Europa, mocht de Sovjet-Unie niet ingaan op onderhandelingen over een beperking van atoomwapens. Hierover was hij het eens met Schmidt, maar in tegenstelling tot Schmidt kreeg Kohl wel een meerderheid voor dit beleid in zijn eigen partij.
Een interview met het Amerikaanse blad Newsweek zorgde voor opschudding in 1986. Kohl had gezegd Michail Gorbatsjov een moderne communistische leider te vinden die wat afwist van public relations, zoals ook Joseph Goebbels wat van PR afwist. Later ontkende Kohl die vergelijking gemaakt te hebben, maar de opname van het interview kon het bewijs leveren.
Ondanks de gewonnen Bondsdagverkiezingen van 1987 en de vorming van zijn derde kabinet stond Kohl in 1989 als kanselier niet sterk in zijn schoenen. Op het partijcongres van dat jaar was een groep van vooraanstaande politici zoals Lothar Späth en Heiner Geißler van plan om een andere voorzitter te kiezen. De slecht voorbereide machtsgreep mislukte, Kohl vocht hard om zijn ambt.

### Kanselier van de hereniging (1989/1990–1998)
Kort na het CDU-partijcongres van september 1989 versnelden de ontwikkelingen in de DDR zich. Toen op 9 november 1989 de Berlijnse Muur viel was Kohl op staatsbezoek in Polen en vloog hij meteen naar Berlijn. Van de vier geallieerden die nog het zeggen hadden over de toekomst van Duitsland, was alleen de Amerikaanse president Bush voor de hereniging. De Britse premier Thatcher, de Franse president Mitterrand en Sovjetleider Gorbatsjov zeiden dat ze de hereniging van Duitsland gevaarlijk voor de vrede in Europa vonden; er werd ook wel beweerd dat ze bang waren dat een herenigd Duitsland de status van hun landen zou verminderen. Maar Kohl wist door zijn persoonlijke contacten uiteindelijk de toestemming van alle vier te bereiken.
In de binnenlandse politiek was de hereniging ook niet onomstreden, onder meer vanwege de hoge kosten die op de Bondsrepubliek toekwamen. Kohl hoorde tot degenen die zo snel mogelijk een toetreding van de hernieuwde Oost-Duitse deelstaten tot de Bondsrepubliek wilden, want toen kwamen dagelijks duizend Oost-Duitsers naar het Westen, en het was niet zeker hoelang Gorbatsjov in het zadel bleef. Op 1 juli 1990 kwam een economische unie tot stand, op 3 oktober de toetreding. Bij de eerste Bondsdagverkiezingen voor het gehele Duitsland op 2 december won Kohl, waarna hij zijn coalitie met de FDP voortzette in het Kabinet-Kohl IV. Grote verliezer was Kohls tegenstander Oskar Lafontaine (SPD), die de hereniging oorspronkelijk niet had gewild (volgens zijn speech op het SPD-partijcongres van december 1989).
Uit die tijd stamt een animositeit tussen Kohl en Ruud Lubbers. De Nederlandse premier had geëist dat een Europees congres over de hereniging zou moeten beslissen. Kohl was bang voor lange discussies en financiële eisen en kon dit congres voorkomen.
De DDR had een economische puinhoop achtergelaten. Dit kwam de Duitse belastingbetaler duur te staan; Kohls woorden over bloeiende landschappen die hij in de nabije toekomst zag, werden later meestal honend geciteerd. Toch kon Kohl in de verkiezingen van 1994 op het nippertje van SPD-kandidaat Rudolf Scharping winnen. In november 1994 vormde hij zijn vijfde kabinet.
In 1996 besloot Kohl zich opnieuw te kandideren. Maar bij de verkiezingen van 1998 kreeg SPD-er Gerhard Schröder, samen met de Groenen, meer stemmen dan CDU/CSU en FDP. Na 16 jaar moest Kohl als kanselier aftreden en hij stapte ook op als voorzitter van de CDU. Zoals zijn voorgangers nam hij zijn parlementslidmaatschap nog waar.

## Leven na de politiek
Kohls reputatie liep ernstige schade op door het grootschalige partijfinancieringsschandaal van 1999, toen bekend werd dat de CDU onder Kohls leiderschap illegale bijdragen had ontvangen. Onderzoek door de Bondsdag naar de bronnen van de voornamelijk op Geneefse rekeningen gestalde bedragen onthulden twee bronnen: verkoop van Duitse tanks aan Saoedi-Arabië en privatiseringsfraude bij een overeenkomst met de Franse president François Mitterrand. Die wenste 2550 ongebruikte allotments (aandelen) voor de Franse staatsfirma Elf Aquitaine. In december 1994 zorgde een CDU-meerderheid in de Bondsdag voor een wet die de rechten van de oorspronkelijke eigenaars ontnam. Meer dan 300 miljoen DM aan illegale gelden werd ontdekt op rekeningen in het kanton Genève. De door fraude verkregen allotments werden geprivatiseerd en kwamen terecht bij TotalFinaElf. Daarnaast werden er veel zware wapens (tanks en vliegtuigen) van het opgeheven Oost-Duitse leger illegaal aan de Kroaten geleverd tijdens de burgeroorlog in het voormalige Joegoslavië, waardoor de Serviërs mede verloren en uiteindelijk vrede sloten.
In 2003 werd bekend dat televisiemagnaat Leo Kirch DM 600.000 aan Kohl had betaald voor een adviseurschap.

## Erkenningen
In zijn ambtstijd werd Kohl op de hak genomen in moppen en parodieën. Hij sliste, sprak een licht Paltsisch accent en gold als provinciaal en weinig intelligent.
Ondanks de diverse schandalen wordt Kohl nog steeds geacht als de politicus die zich sterk voor de Duitse en Europese eenwording heeft ingezet. Hij is gelauwerd met vele eredoctoraten (waaronder in 1996 van de Katholieke Universiteit Leuven en in 1999 door de Rijksuniversiteit Groningen) en kreeg talloze andere vormen van eerbetoon. In 1998 werd hij door de Europese Raad uitgeroepen tot Ereburger van Europa. Het erevoorzitterschap van de CDU moest hij in 2000 vanwege het partijfinancieringsschandaal wel teruggeven.

## Trivia
- Kohl was met 39 jaar de op een na jongste minister-president van een Bonds-Duitse deelstaat (na Uwe Barschel in Sleeswijk-Holstein met 38) en de jongste bondskanselier (52) ooit.

## Uitspraken
- "Vanaf Duitse bodem mag in de toekomst alleen nog maar vrede komen." - Toespraak Frauenkirche (Dresden), 19 december 1989
- "Een succesvol industrieland, dit wil zeggen een land met toekomst, is niet te organiseren als een collectief pretpark" - Regeringsverklaring over Werk- & Vakantieperioden in Duitsland, maart 1993.
- "De Duitse eenheid en het Europese akkoord zijn als twee kanten op een en dezelfde medaille" - Laatste woorden van een toespraak op de 15e partijdag van de CDU, Frankfurt am Main, 17 juni 2002.